# (38784) 2000 RT42
2000 RT42 (asteroide 38784) é um asteroide da cintura principal. Possui uma excentricidade de 0.15084980 e uma inclinação de 5.69035º.
Este asteroide foi descoberto no dia 3 de setembro de 2000 por LINEAR em Socorro.